# كانفا

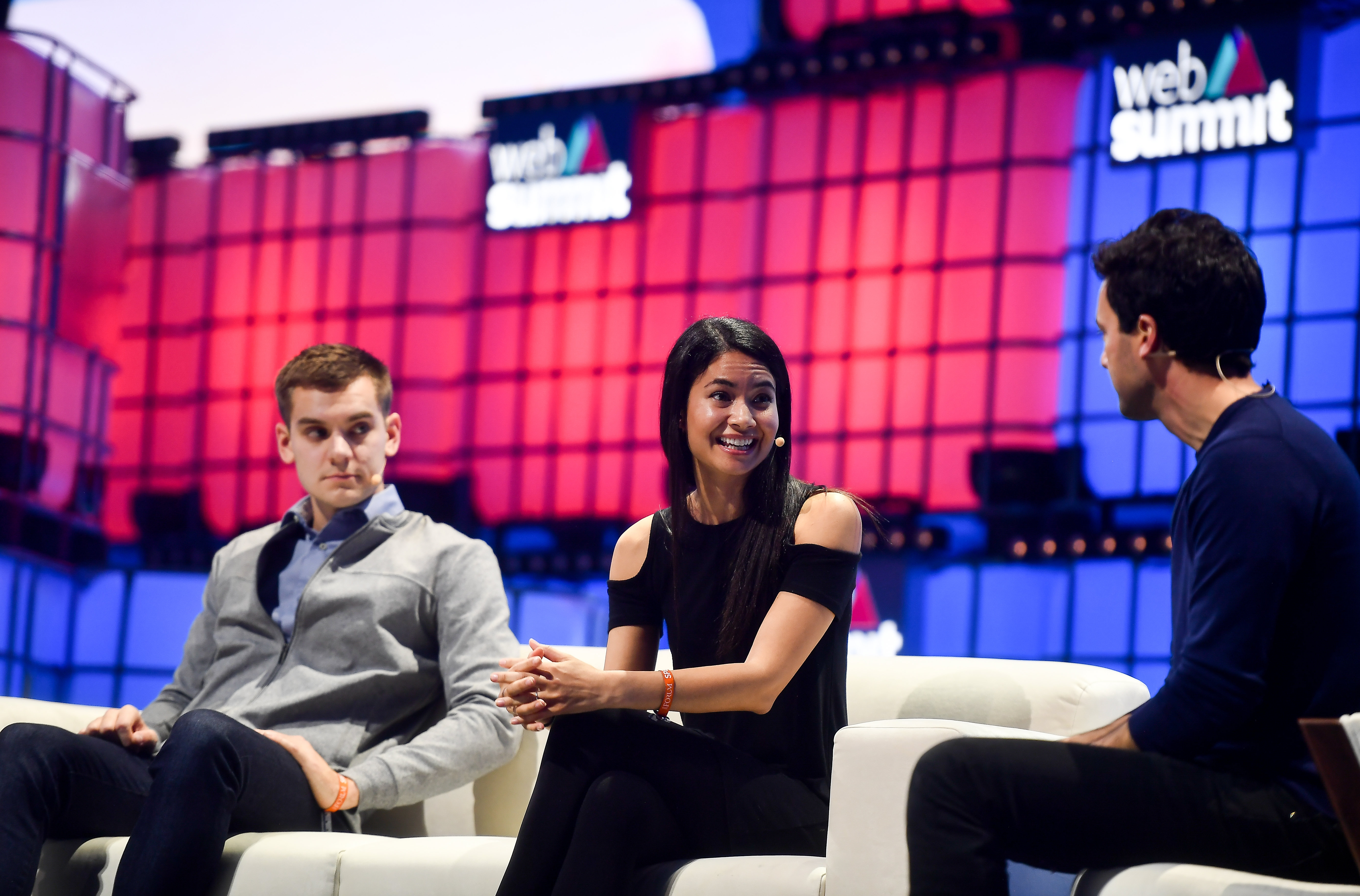
المتحدثون (من اليسار): ماركوس فيليغ، الرئيس التنفيذي لشركة بولت، وميلاني بيركنز، المؤسس المشارك والرئيس التنفيذي لشركة كانفا، وآدم ساتاريانو، مراسل التكنولوجيا الأوروبي في صحيفة نيويورك تايمز، على منصة مركزية خلال اليوم الافتتاحي لقمة الويب ٢٠١٩ في قاعة ألتيس أرينا في لشبونة، البرتغال.

كانفا (بالإنجليزية: Canva) أُطلق في عام 2013، وهي أداة تصميم ونشر على الإنترنت تهدف إلى تمكين جميع الأشخاص حول العالم من تصميم أي شيء ونشره في أي مكان. تقدم قوالب جاهزة عبر الإنترنت لإنشاء التصميمات. حيث تحتوي على واجهة جذابة وبديهية وسهلة الاستخدام بالإضافة إلى العديد من القوالب للاختيار من بينها، يوجد أكثر من 8000 قالب لتشكيل أكثر من 100 نوع من التصاميم: المنشورات، انفوجرافيك، وصور مواقع التواصل الاجتماعي، ورسائل البريد الإلكتروني، والملصقات وما إلى ذلك.

## تاريخ
نشأت على يد رواد الأعمال ميلاني بيركنز وكليف أوبريخت بالإضافة إلى كاميرون ادامز من أستراليا عام 2012. بعد السنة الأولى من انطلاقة موقع كانفا حصل الموقع على أكثر من 75 ألف مستخدم. وتم تطوير الموقع (الأداة) على مدى السنين لنحصل على هذه النسخة المحسنة اليوم، مع ازدياد أعداد المستخدمين حول العالم أصبحت قيمة شركة برنامج كانفا تقدر ب 6 مليار دولار لعام 2020، وتزداد الشركة في تطور والنمو المستمر ومن المتوقع ارتفاع قيمتها التقديرية بمقدار الضعف مع حلول عام 2025.
في أبريل 2014، انضم غاي كاواساكي إلى الشركة كمبشّر رئيسي لها، وفي عام 2015 أطلقت Canva خدمة Canva for Work، التي ركزت على تصميم المواد التسويقية. خلال السنة المالية 2016-2017، ارتفعت إيرادات Canva من 6.8 مليون دولار أسترالي إلى 23.5 مليون دولار أسترالي، بينما سجلت خسارة بلغت 3.3 مليون دولار أسترالي، وفي 2017، وصلت الشركة إلى مرحلة الربحية وحققت 294,000 عميل مدفوع.في يناير 2018، أعلنت ميلاني بيركنز أن الشركة جمعت 40 مليون دولار أسترالي من Sequoia Capital وBlackbird Ventures وFelicis Ventures، مما رفع قيمة Canva إلى 1 مليار دولار أسترالي، ويُعرف أن صناديق التقاعد الأسترالية Hostplus وAware Super من بين المستثمرين في الشركة، في مايو 2019، جمعت الشركة جولة تمويل أخرى بقيمة 70 مليون دولار أسترالي من General Catalyst وBond، بالإضافة إلى المستثمرين الحاليين Blackbird Ventures وFelicis Ventures، مما رفع قيمة Canva إلى 2.5 مليار دولار أسترالي، في أكتوبر 2019، أعلنت Canva أنها جمعت 85 مليون دولار أسترالي إضافية، مما رفع تقييمها إلى 3.2 مليار دولار أسترالي، كما أطلقت منتجًا مخصصًا للشركات. وفي ديسمبر 2019، أطلقت الشركة Canva for Education، وهو منتج مجاني موجه للمدارس والمؤسسات التعليمية، يهدف إلى تسهيل التعاون بين الطلاب والمعلمين.

## خدمات موقع كانفا

### القوالب المجانية والمدفوعة
يقدم موقع كانفا العديد من القوالب التي لا تعد ولا تحصي بجميع الأشكال والمقاييس والتي تلبي جميع الأذواق والتخصصات.
- الصور
- الرسومات والعناصر
- تصميم الفيديو
- الخلفيات
- النصوص والخطوط
- تقديم المحتوى

## وصلات خارجية
- الموقع الرسمي